# Alberto Paloschi
Alberto Paloschi (Chiari, 4 januari 1990) is een Italiaans voetballer die doorgaans als aanvaller speelt. Hij verruilde Atalanta Bergamo in juli 2018 voor SPAL, dat hem in het voorgaande seizoen al huurde.

## Carrière
Paloschi maakte op 10 februari 2008 zijn debuut in de Serie A in het shirt van AC Milan, tegen AC Siena. Hij maakte het enige doelpunt van die wedstrijd.

## Nationaal team
Op het Europees kampioenschap voetbal onder 19 - 2008 scoorde Paloschi tweemaal. Hij bereikte hierop met Italië de finale, die verloren ging. Hij nam met de Italiaanse jeugdploeg (U21) tevens deel aan het Europees kampioenschap 2013 in Israël, waar Jong Italië in de finale met 4-2 verloor van de leeftijdgenoten uit Spanje.